# MV Swan
Le MV Swan est un navire à passagers britannique de 1938 qui opère actuellement sur le lac de Windermere, dans le Comté de Cumbria, pour la Windermere Lake Cruises.
Il est classé bateau historique depuis 1996 par le National Historic Ships UK  et au registre du National Historic Fleet.

## Histoire
Swan a été construit, avec son sister-ship MV Teal par le chantier naval Vickers-Armstrongs de Barrow-in-Furness pour le London, Midland and Scottish Railway (LMS) dans le cadre de l'amélioration de la flotte de croisière sur le lac de Windermere. Il a été lancé le 10 juin 1938.
Les deux navires ont eu un service limité pendant les premières années de la Seconde Guerre mondiale jusqu'à la fin de la saison 1941. Ils ont été réquisitionnés par la Royal Navy jusqu'à la fin de la guerre. Leur service commercial a repris le 16 juillet 1945. 
En 1948, avec la nationalisation des chemins de fer britannique, leur propriété est passée à la British Transport Commission (en) puis à la Sealink. 
Swan a été modernisé à plusieurs reprises pour mieux répondre aux demandes de croisière. En 1975 le salon principal a été agrandi. Entre 1989 et 1990 ses moteurs ont été complètement révisés et le navire a bénéficié  d'une réfection majeure.